# Twice
 (кореј. 트와이스, јап. トゥワイス, транскр.  Твајс; често стилизовано TWICE) јужнокорејска је девојачка група коју је основао JYP Entertainment. Састоји се од девет чланица: Најон, Џонгјон, Момо, Сана, Џихјо, Мина, Дахјун, Чејанг и Чуи. Група је настала при телевизијској емисији Sixteen (2015), након чега су исте године објавиле мини-албум The Story Begins.

## Чланице
- Најон (나연) — вокалисткиња, плесачица[1][2]
- Џонгјон (정연) — вокалисткиња[1][2]
- Момо (모모) — плесачица, вокалисткиња, реперка[1][2]
- Сана (사나) — вокалисткиња[1][2]
- Џихјо (지효) — вођа, вокалисткиња[1][2]
- Мина (미나) — плесачица, вокалисткиња[1][2]
- Дахјун (다현) — реперка, вокалисткиња[1][2]
- Чејанг (채영) — реперка, вокалисткиња[1][2]
- Цуи (쯔위) — плесачица, вокалисткиња[1][2]

## Дискографија
| Албуми на корејском језику - (2017) - (2020) - (2021) | Албуми на јапанском језику - (2018) - (2019) - (2021) - (2022) |